# Arroyo Colorado (Argentina)
Arroyo Colorado es una localidad argentina ubicada en el Departamento San Pedro de la Provincia de Jujuy. Se desarrolla al este de la Ruta Provincial 23 y delimitada al Norte por el arroyo Colorado, y 5 km al sur de Santa Clara, encontrándose muy vinculada a esta última pese a pertenecer a departamentos distintos.
La principal actividad económica es la agricultura. Cuenta con una escuela primaria, puesto de salud y comisaría. En 2012 se licitó la refuncionalización de canales de riego para el desarrollo agrícola de la zona.